# 2000 en Ukraine
Chronologie de l'Ukraine
- 1996
- 1997
- 1998
- 1999
- 2000
- 2001
- 2002
- 2003
- 2004

Cette page concerne les évènements survenus en 2000 en Ukraine  :

## Évènement
- 16 avril : Référendum, portant sur l'augmentation des pouvoirs présidentiels et la création d'une chambre haute.
- Fin de l'année : Début du scandale des cassettes.
- Début des protestations Ukraine sans Koutchma
- Expédition Ukraine-Pole Nord (2000) (en)

## Sport
- Championnat d'Ukraine de football 1999-2000
- Championnat d'Ukraine de football 2000-2001
- Coupe d'Ukraine de football 1999-2000
- Coupe d'Ukraine de football 2000-2001
- Participation de l'Ukraine aux Jeux olympiques d'été de Sydney.
- Organisation des championnats d'Europe de course d'orientation.

## Création
- Station de métro Dorohozhychi
- Parti communiste ukrainien (renouvelé) (en)
- WFC Arsenal Kharkiv (en) (club de football féminin)

## Dissolution
- FC Papirnyk Malyn (en) (club de football)
- Garde nationale de l'Ukraine
- Parti du travail (Ukraine) (en)

## Naissance
- Miss K8, disc jockey et productrice de techno hardcore.
- Elena Andreicheva, productrice et réalisatrice de documentaires.
- Olexandr Dovzhenko (uk), joueur de poker.
- Taras Konoshchenko (uk), chanteur d'opéra.
- Andriy Riznyk (uk), footballeur.
- Nadiya Usenko (en), joueuse de squash

## Décès
- Lev Perfilov, acteur.
- Sergiy Shevchenko (uk), diplomate.
- Oleksiy Shtanko (uk), peintre.
- Bertalan Végh (uk), footballeur.
- Hava Volovich,  écrivaine, actrice, directrice d'un théâtre de marionnettes et survivante du Goulag.
- Boris Volodimirovich Zaverucha (uk), botaniste.